# 比萊德鄉
45°53′N 20°58′E / 45.883°N 20.967°E
比萊德鄉（羅馬尼亞語：Comuna Biled, Timiș），是羅馬尼亞的鄉份，位於該國西部，由蒂米什縣負責管轄，面積51平方公里，海拔高度89米，2002年人口3,614，人口密度每平方公里72人。